# VISSIM
VISSIM es una herramienta de software para la simulación microscópica y multimodal del tránsito, desarrollada por la empresa PTV -- Planung Transport Verkehr AG en Karlsruhe, Alemania. El acrónimo deriva del alemán “Verkehr In Städten - SIMulation” (en castellano “Simulación de tránsito en ciudades"). El fundamento teórico de VISSIM se sitúa en la universidad de Karlsruhe en los años 80 y su primera aparición como herramienta comercial en entorno Windows de Microsoft fue en el año 1992, con la versión 2.03. Actualmente lidera el mercado mundial.

## Simulación microscópica
En un modelo de “simulación microscópica” o modelo de microsimulación los individuos que componen los flujos de tránsito (vehículos, bicicletas, peatones, etc.) son el elemento mínimo. Sus características (físicas y psicológicas) y su interacción mutua y con elementos viales son modelizadas con reglas, algoritmos y modelos de comportamiento.
Un modelo de microsimulación del tránsito es dinámico (que evoluciona en el tiempo), discreto (el estado de las variables cambia instantáneamente en tiempos puntuales, normalmente fijos) y estocástico (con resultados aleatorios).

## Simulación multimodal
La "Simulación multimodal" se particulariza por modelar más de un tipo de tránsito y las interacciones entre estos.
En VISSIM pueden simularse los siguientes tipos de tránsito:
- Vehículos (coches, buses, camiones, motocicletas, etc.)
- Transporte público (tranvías, buses, etc.)
- Bicicletas
- Peatones
- Rickshaws

## Aplicación
El ámbito de aplicación de VISSIM comprende desde la ingeniería del tránsito (sincronización y planificación de planes semafóricos, experimentación con sistemas inteligentes de transporte y sistemas de control y gestión del tránsito) pasando por la planificación del transporte, estudios de movilidad hasta visualizaciones en 3D para documentación ilustrativa y presentaciones.

## Fundamento científico
El modelo de movimiento básico de VISSIM fue desarrollado por Rainer Wiedemann en el 1974 en la Universidad de Karlsruhe (Universität Karlsruhe (TH)). Se trata de un modelo de seguimiento entre vehículos que considera los aspectos físicos y psicológicos de los conductores.

## Galardón
PTV AG otorga bianualmente un galardón, como reconocimiento científico a trabajos relacionados con VISSIM u otros de sus productos. La participation está abierta a cualquier investigador.

## Literatura
- R. Wiedemann, Simulation des Straßenverkehrsflusses. Schriftenreihe des IfV, 8, 1974. Institut für Verkehrswesen. Universität Karlsruhe. (In German language).
- R. Wiedemann, Modelling of RTI-Elements on multi-lane roads. In: Advanced Telematics in Road Transport edited by the Comission of the European Community, DG XIII, Brussels, 1991.
- M. Fellendorf, VISSIM: A microscopic simulation tool to evaluate actuated signal control including bus priority. 64th ITE Annual Meeting, 1994.
- D. Helbing and P. Molnar, Social force model for pedestrian dynamics. Phys. Rev. E, 51:4282–4286, 1995.
- L. Bloomberg and J. Dale, Comparison of VISSIM and CORSIM Traffic Simulation Models on a Congested Network. Transportation Research Record 1727:52-60, 2000.
- D. Helbing, I. Farkas, and T. Vicsek, Simulating dynamical features of escape panic. Nature, 407:487–490, 2000.
- M. Fellendorf and P. Vortisch, Validation of the microscopic traffic flow model VISSIM in different real-world situations. Transportation Research Board, 2001
- D. Helbing, I.J. Farkas, P. Molnar, and T. Vicsek, Simulation of Pedestrian Crowds in Normal and Evacuation Situations. In Schreckenberg and Sharma editors. Pedestrian and Evacuation Dynamics, Duisburg, 2002. Springer-Verlag Berlin Heidelberg.
- B.B. Park and J.D. Schneeberger, Microscopic Simulation Model Calibration and Validation: Case Study of VISSIM Simulation Model for a Coordinated Actuated Signal System. Transportation Research Record 1856:185-192, 2003.
- T. Werner and D. Helbing, The Social Force Pedestrian Model Applied to Real Life Scenarios. In E. Galea (editor) Pedestrian and Evacuation Dynamics: 2nd International Conference, Old Royal Naval College, University of Greenwich, London, 2003. CMS Press.
- G. Gomes, A. May, and R. Horowitz, Congested Freeway Microsimulation Model Using VISSIM. Transportation Research Record 1876:71-81, 2004.
- K.Y.K. Leung T.-S. Dao C.M. Clark, and J.P. Huissoon, Development of a microscopic traffic simulator for inter-vehicle communication application research. In Intelligent Transportation Systems Conference 1286-1291, 2006.
- M.M. Ishaque and R.B. Noland, Trade-offs between vehicular and pedestrian traffic using micro-simulation methods. Transport Policy 14(2):124-138, 2007.
- W. Burghout, J. Wahlstedt, Hybrid Traffic Simulation with Adaptive Signal Control Transportation Research Record 1999:191-197, 2007.
- A. Johansson, D. Helbing, and P.K. Shukla, Specification of the Social Force Pedestrian Model by Evolutionary Adjustment to Video Tracking Data. Advances in Complex Systems 10(4):271–288, 2007.